# Asterella tenella
Asterella tenella là một loài rêu trong họ Aytoniaceae. Loài này được L. P. Beauv. mô tả khoa học đầu tiên năm 1805.